# Marisc

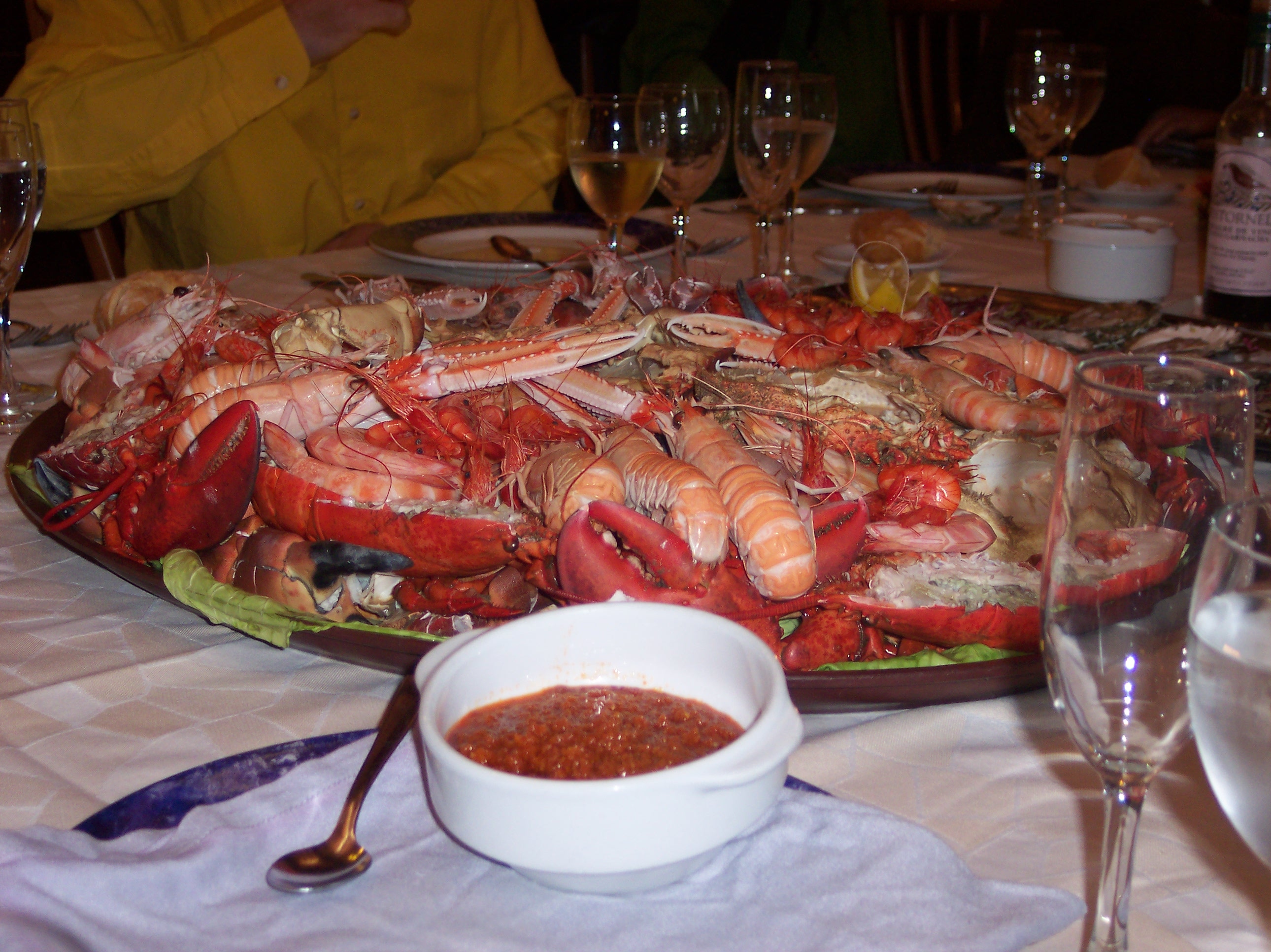
Mariscada

Marisc o fruit de mar és qualsevol animal marí invertebrat i proveït d'exoesquelet, i particularment crustacis i mol·luscs (bivalves i gastròpodes) comestibles. Són un ingredient principal de la cuina catalana i la dieta mediterrània en general. Són part de plats combinats com la paella o la fideuà, però també es presenten com un plat en si, la mariscada, reservada usualment per a celebracions.
Entre els més coneguts hi ha calamars, cloïsses, escopinyes o tellines, gambes, llagostes, musclos o clòtxines, ostres, polps o pops, sípies o peus de cabra.
Des de les èpoques més primerenques de la humanitat els mariscs han participat en les gastronomies aportant una font d'alimentació important, açò és degut al fet que són fàcils de pescar donada la seua falta de velocitat i potència. És freqüent veure les cestilles amb les quals s'atrapen els mariscs als rius i llacs.
En les civilitzacions de l'antic Egipte el símbol d'un peix va reunir a bastants persones; se sap avui dia que els mariscs que representaven els egipcis en els seus jeroglífics es prenien crus o bullits. Els jueus s'abstenen de provar qualsevol varietat de mol·lusc a causa de la regla que estableix el kashrut.

## Consum adequat

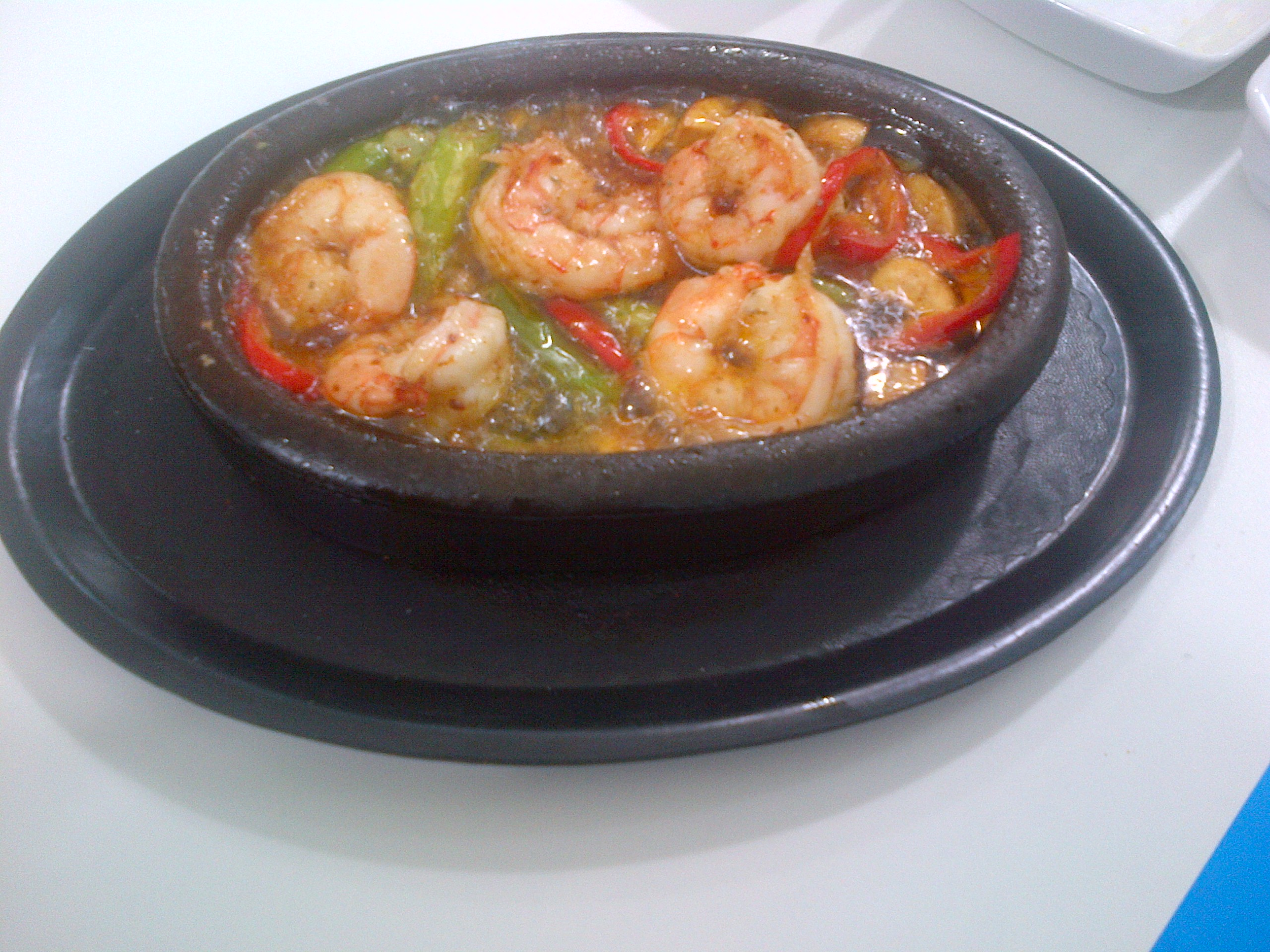
Kiremitte karides, gambas al ajillo (gambes amb alls), a l'estil turc: Igualment amb alls i mantega però amb l'addicio de pebrots verds i vermells i una mica de xampinyons.

Per a determinar si el marisc està en bon estat per a l'alimentació s'han de realitzar les següents comprovacions:
- Els ulls i les antenes dels crustacis han de ser brillants i alçats. Mouen antenes i potes i deixen de fer-ho quan perden frescor.
- Mariscs amb conquilles bivalves (dues conquilles) que estiguen sense processar han de ser tancats o han de tancar-se en toca'ls.
- Quan es detecta olor d'amoníac, quan la closca és enfosquida o quan la carn és tova i té tonalitat verdes o groguenques s'ha de rebutjar.

Igualment s'ha de tenir en consideració que és fals i solament un mite urbà l'ús del suc del llimó com desinfectant per a poder menjar mariscs crus lliure de bacteris.